# Eugênio Augusto de Melo
Eugênio Augusto de Melo, também conhecido como General Eugênio de Melo, foi um general do exército brasileiro nascido na cidade paulista de Pindamonhangaba e membro da junta militar que governou o estado de Goiás por um breve período logo após a proclamação da República.

## Biografia
Em 1866 iniciou sua participação na Guerra do Paraguai, na condição de tenente de artilharia, participando dos combates ao longo de nove anos. Em decorrência de seu desempenho, foi agraciado com as comendas da Ordem da Rosa e de Cavaleiro de Cristo.
Em 1889, após a Proclamação da República do Brasil, o General Eugênio de Melo foi nomeado como um dos membros da Junta governativa goianense de 1889, uma junta militar que assumiu provisoriamente o governo de Goiás.
Sua atuação nessa junta, a qual era composta por Joaquim Xavier Guimarães Natal, José Joaquim de Sousa e Eugênio Augusto de Melo ocorreu entre 7 de dezembro de 1889 até 24 de fevereiro de 1890.
Após este período, a junta da qual o General Eugênio de Melo fazia parte deixou de governar o estado de Goiás, sendo substituída pelo governador Rodolfo Gustavo da Paixão, empossado mediante nomeação do presidente Deodoro da Fonseca.

## Homenagens
Na cidade paulista de São José dos Campos, coincidentemente, no distrito de Eugênio de Melo, este general é homenageado por meio da nomenclatura de uma das mais antigas ruas deste distrito, a qual é denominada  "rua General Eugênio Augusto de Melo".
No distrito do Ipiranga, zona sul da cidade de São Paulo, há uma via denominada "Rua General Eugênio de Melo" em homenagem ao mesmo.